# Cosmochthonius
Cosmochthonius – rodzaj roztoczy z kohorty mechowców i rodziny Cosmochthoniidae.
Rodzaj ten został opisany w 1910 roku przez Antonia Berlesego. Gatunkiem typowym wyznaczono Hypochthonius lanatus.
Mechowce te mają notogaster z trzema poprzecznymi szwami i szczecinami, z których niektóre są długie, grube i orzęsione. Stopy pierwszej pary odnóży są dwupalczaste, a drugiej i czwartej dwu- lub trójpalczaste.
Rodzaj kosmopolityczny.
Należy tu 31 opisanych gatunków, zgrupowanych w 2 podrodzajach:
- Cosmochthonius (Cosmochthonius) Berlese, 1910
- Cosmochthonius (Nanochthonius) Subías et Gil-Martín, 1995